# Крёбер, Алфред

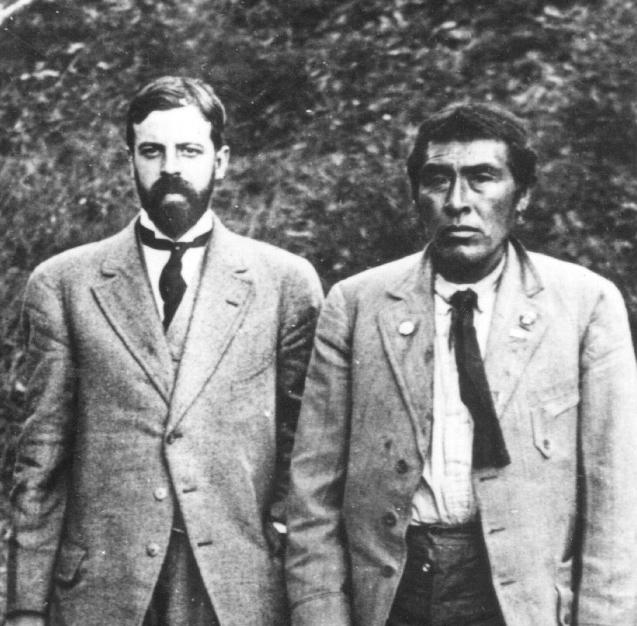
Крёбер вместе с Иши, последним носителем языка яна

Алфред Луис Крёбер (англ. Alfred Louis Kroeber; 11 июня 1876, Хобокен, Нью-Джерси — 5 октября 1960, Париж) — один из наиболее крупных американских антропологов в первой половине XX века.
Член Национальной академии наук США (1928). Отец американской писательницы Урсулы Ле Гуин.

## Биография
Родился в семье немецких иммигрантов. В возрасте 16 лет поступил в Колумбийский колледж (Columbia College), получил степень бакалавра по специальности «английский язык» в 1896 году и магистра гуманитарных наук по специальности «романтическая драма» в 1897 году. Научным руководителем его докторской диссертации, защищённой в 1901 году, был Франц Боас (Колумбийский университет). Диссертация была посвящена декоративному символизму по результатам его полевой работы в племени арапахо — это была первая докторская степень по антропологии, полученная в Колумбийском университете.
Большую часть жизни работал в Калифорнии, в основном в Калифорнийском университете (Беркли), где занимал должности профессора антропологии и директора музея антропологии (которому ныне присвоено имя Фиби А. Хёрст).
Наряду с антропологическими исследованиями занимался археологией, провёл раскопки в Нью-Мексико, Мексике и Перу. Вместе со своими студентами собрал культурные данные об индейских племенах западного побережья США, основные результаты опубликованы в книге Handbook of Indians of California (1925). Автор концепций «культурной территории» («культурного ареала», Culture Area, см. также историко-культурная область) и «культурной конфигурации»  (Culture Configuration) (Cultural and Natural Areas of Native North America, 1939) (см. концепция культуры А. Крёбера).
Его влияние на науку было настолько сильным, что многие современники стали носить бороду и усы, как у него. Большое распространение получили его социально-философские взгляды, при жизни он получил прозвище «декан американских антропологов». Крёбер и Роланд Диксон провели большую работу по генетической классификации индейских языков Северной Америки, на их работах основаны пенутийская и хоканская гипотезы. Известен своим сотрудничеством с Иши, который считается (правда, не всеми) последним носителем языка яхи. Его вторая жена Теодора Крёбер написала биографию Иши Ishi in Two Worlds, позднее об этом был снят фильм The Last of His Tribe (1992), где Джон Войт исполнил роль Крёбера. Учебник Крёбера Anthropology (1923, 1948) использовался в вузах США длительное время и был одним из бестселлеров в Колумбийском университете в конце 1940-х году.
Дети — учёный Карл Крёбер и писательница-фантаст Урсула Ле Гуин от жены во втором браке, Теодоры. Он также усыновил двух детей Теодоры от первого брака, Теда и Клифтона (второй позднее стал известным историком). В 2003 году Клифтон и Карл выпустили книгу об Иши, Ishi in Three Centuries, которая содержит сочинения индейцев.

## Сокращённый перечень сочинений
- Indian Myths of South Central California (1907), in University of California Publications in American Archaeology and Ethnology 4:167-250. Berkeley (Six Rumsien Costanoan myths, pp. 199–202); online at Sacred Texts.
- The Religion of the Indians of California (1907), in University of California Publications in American Archaeology and Ethnology 4:6. Berkeley, sections titled «Shamanism», «Public Ceremonies», «Ceremonial Structures and Paraphernalia», and «Mythology and Beliefs»; available at Sacred Texts
- Handbook of the Indians of California (1925). Washington, D.C: Bureau of American Ethnology Bulletin No. 78
- Anthropology: Culture Patterns & Processes (1963). Harcourt: Brace & World, Inc.
- Избранное: Природа культуры: перевод с английского (2004). М.: РОССПЭН. 1006 с.
- Kroeber, A. L.; Grace, George William (1960), The Sparkman Grammar of Luiseño, Berkeley: UC Berkeley Press